# Nalbari
Nalbari (en asamés: নলবাৰী ) es una localidad de la India, centro administrativo del distrito de Nalbari, estado de Assam.

## Geografía
Se encuentra a una altitud de 54 m s. n. m. a 64 km de la capital estatal, Dispur, en la zona horaria UTC +5:30.

## Demografía
Según estimación 2010 contaba con una población de 26 464 habitantes.